# Neudrossenfeld
Neudrossenfeld là một đô thị thuộc huyện Kulmbach bang Bayern nước Đức

## Các khu vực dân cư

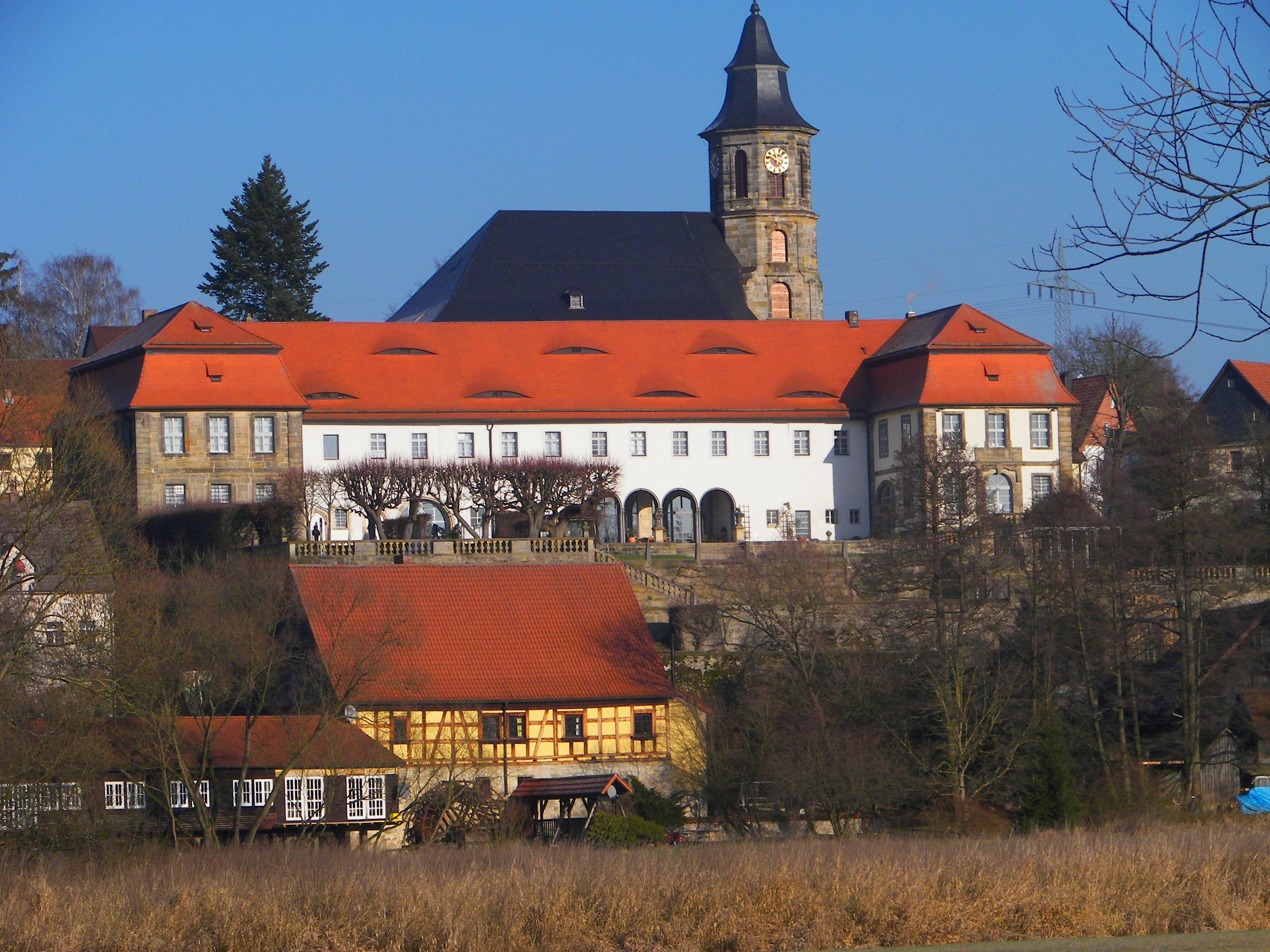
Church, castle and mill

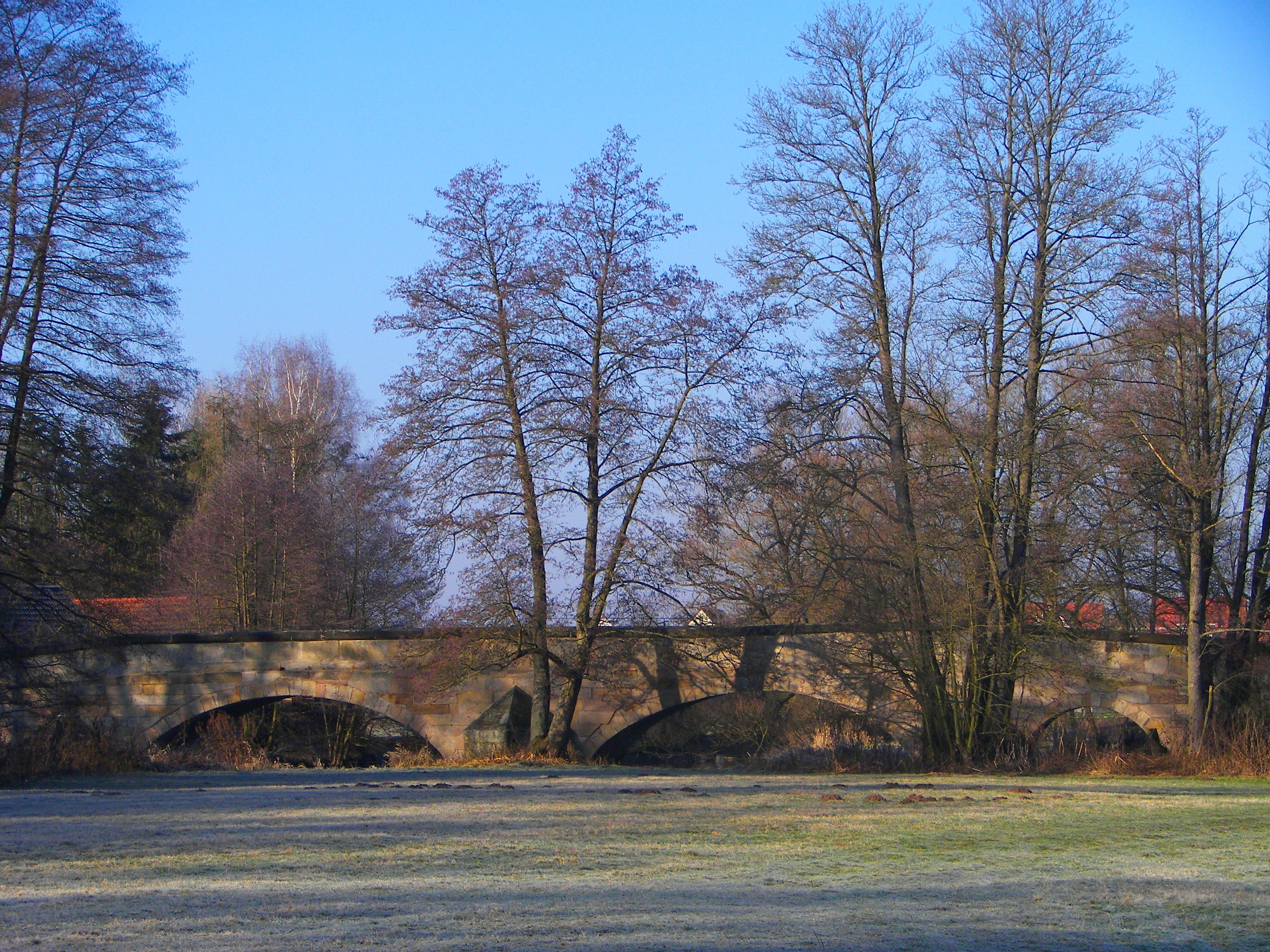
Old bridge over Roter Main river

Neudrossenfeld is arranged in the following boroughs:
| - Aichen - Altdrossenfeld - Berghaus - Brücklein - Buch - Dreschen - Dreschenau - Eberhardtsreuth - Eichberg - Eselslohe - Fichtelhof - Fohlenhof - Grauenthal - Hainbühl - Heidelmühle - Hirschgründlein | - Hörethshof - Hornungsreuth - Igelsreuth - Langenstadt - Lehen - Mermettenreuth - Muckenreuth - Neudrossenfeld - Neuenreuth - Oberbrücklein - Oberkeil - Oberzinkenflur - Pechgraben - Rohr - Rudolphsberg - Schaitz | - Schlappach - Schwingen - Tauberhof - Unterbrücklein - Untergräfenthal - Unterkeil - Unterlaitsch - Unterlettenrangen - Unterobsang - Unterzinkenflur - Waldau - Waldmannsberg - Wehelitz - Zoltmühle |